# Jean-Philippe III de Salm-Dhaun
 (mars 2024).
Si vous disposez d'ouvrages ou d'articles de référence ou si vous connaissez des sites web de qualité traitant du thème abordé ici, merci de compléter l'article en donnant les références utiles à sa vérifiabilité et en les liant à la section « Notes et références ».
Jean-Philippe III de Salm-Dhaun (20 janvier 1724 - 13 septembre 1742) est un noble allemand seigneur de Salm-Dhaun de 1733 jusqu'à sa mort. Il est le fils de Charles de Salm-Dhaun et son épouse Louise, une fille de Frédéric-Louis de Nassau-Ottweiler.
Jean-Philippe III ne s'est jamais marié et meurt à 18 ans Son oncle Christian-Othon de Salm-Dhaun lui succède.